# Артикуляція (акустика)
Артикуля́ція у технічній акустиці — чіткість мови, переданої системою зв'язку (телефон, радіо та ін.) Визначається відсотковим відношенням числа правильно прийнятих звуків до загального числа переданих звуків. Залежить також від гучності передачі, рівня шумових перешкод і властивостей приймача звуків.

## Джерело
Українська радянська енциклопедія : у 12 т. / гол. ред. М. П. Бажан ; редкол.: О. К. Антонов та ін. — 2-ге вид. — К. : Головна редакція УРЕ, 1974–1985.